# حذان

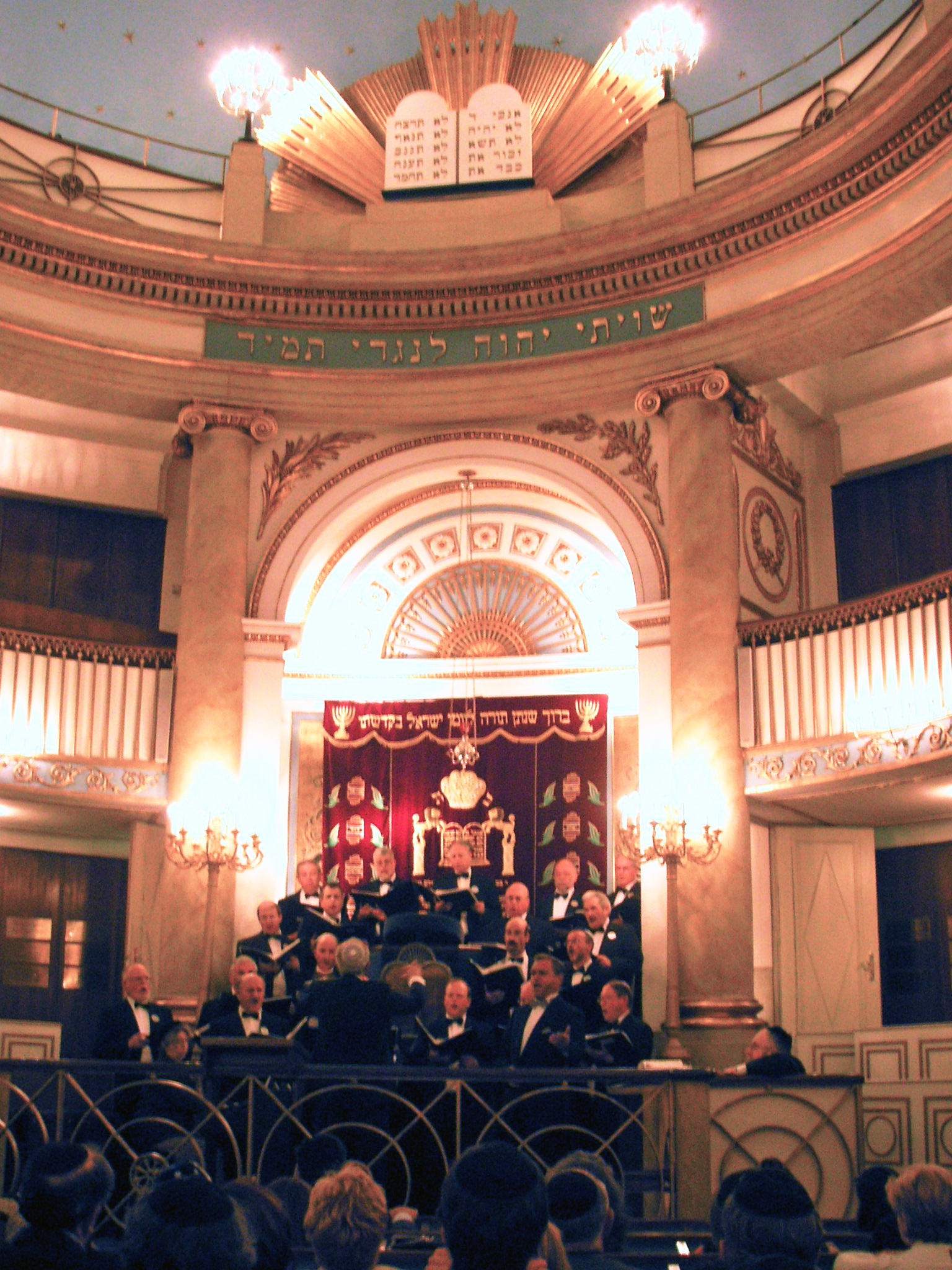

حذان یا چذان (عبری: חַזָּן یدیش:خذان لادینو: حسان) موسیقیدان یهودی است که در برنامه‌های مذهبی دعا را می‌خواند. در انگلیسی نام حذان معادل کانتور (Cantor) است.
حذان کسی است که دعا را می‌خواند و در قوانین یهودی باید یک یهودی بالغ باشد. هر کسی می‌تواند حذان باشد ولیکن در عمل معمولاً افراد خوش صدا برای این کار انتخاب می‌شوند. دعاهای یهودی معمولاً در یک دفترچه به نام سیدور نوشته می‌شود. حتی از زمانهای قدیم معمولاً شرط لازم برای حذان شدن داشتن صدای خوب و لحن احساسی بود. به علاوه معمولاً حذان باید ظاهری مناسب، ازدواج کرده و دارای ریش بلند می‌بود. امروزه خصوصاً در کنیسه‌های ارتدوکس، حذان معمولاً تحصیلات دانشگاهی در موسیقی یا موسیقی مقدس دارد. با اینکه به صورت سنتی حذان فقط مرد بود ولیکن امروزه تمامی شاخه‌های یهودیت غیر از یهودیت ارتدوکس حذان زن را نیز قبول کرده‌اند.